# دليل (فلم 2005)
دليل (بالإنجليزية: Proof) هو فيلم دراما أُصدر في 16 سبتمبر 2005، في الولايات المتحدة الأمريكية. الفيلم من إنتاج وتوزيع ميرماكس أفلام، وقد أخرجه جون مادن، وكَتَبت السيناريو ريبيكا ميلر وديفيد أوبورن. الفيلم مقتبسٌ من مسرحيةٍ بعنوان دليل من تأليف ديفيد أوبورن.

## القصة
تقع أحداث الفيلم في شيكاغو.  روبرت، عالم رياضيات بارع كان يعمل في جامعة شيكاغو، يباغت ابنته كاثرين أثناء مشاهدتها للتلفاز، ويهديها زجاجة شمبانيا بمناسبة عيد ميلادها، ويتبادلان أطراف الحديث، ويتضح أن كل هذا كان حلماً؛ فقد توفي روبرت في الأسبوع السابق، بعد فترة طويلة من المرض العقلي الذي أصابه، وجنازته غداً.
في هذه الأثناء، يقوم هال، وهو طالب دراسات عليا سابق لروبرت، بقراءة دفاتر ملاحظات الأخير المليئة بالملاحظات التي لا معنى لها. يعتقد هال أن عبقرية روبرت ربما تكون قد صمدت أمام مرضه العقلي، وأن الأدلة على تلك العبقرية قد تكمن في أحد دفاتره. عندما يعلق هال على الكم الهائل من الأعمال التي قام بها روبرت، تفتش كاثرين بريبة حقيبة ظهر هال. وفي النهاية يسقط دفتر ملاحظات من معطفه. ويشرح لها أنه أراد أن يعطيها الدفتر كهدية عيد ميلادها لأنه ”كان مكتوباً فيه شيء ما عنها“. يضطر هال إلى المغادرة، ويعطي الدفتر كما أراد، عندما تتصل كاثرين بالشرطة.
في اليوم التالي، تصل كلير، شقيقة كاثرين من نيويورك، إلى المدينة. في الجنازة، توبخ كاثرين العديد من الحاضرين لعدم تواجدهم مع روبرت أثناء انحداره إلى الجنون. وتنتهي بالقول إنها سعيدة بوفاة والدها وتغادر في منتصف الجنازة.
تقرر كلير بيع منزل روبرت إلى الجامعة وتريد أن تأتي كاثرين معها إلى نيويورك. ثم اقيمت حفلة في المنزل في الليلة بحضور علماء الرياضيات الأكاديميون، ويظهر هال ويتحدث مع كاثرين، وتستميل لهال، وتمارس كاثرين الجنس معه.

## طاقم التمثيل
- جوينيث بالترو
- روشان سيث
- لي زيمرمان
- هوب ديفيس
- أنتوني هوبكنز
- جيك جيلنهال
- داني مكارثي  [لغات أخرى]‏.

## الإنتاج

### التصوير
صوّر الفيلم في شيكاغو، وكان ألوين كوكلر مديرًا لتصوير الفيلم.

### الموسيقى
موسيقى الفيلم التصويرية من تلحين ستيفن واربك.

## الاستقبال

### الجوائز والترشيحات
الجوائز
الترشيحات
- جائزة غولدن غلوب لأفضل ممثلة - فيلم دراما، المُرشَّحة: جوينيث بالترو، في: حفل توزيع جوائز غولدن غلوب الثالث والستون.

## وصلات خارجية
- مقالات تستعمل روابط فنية بلا صلة مع ويكي بيانات